# 張子忠
張子忠（1551年—？），字獻可，山東兗州府濟寧州人，民籍，明朝政治人物。

## 生平
萬曆元年（1573年）癸酉科山東鄉試第二十九名，萬曆五年（1577年）丁丑科會試第一百四十五名，登三甲第七十五名進士。官潞安府知府。二十六年五月升陕西靖虏兵备副使。

## 家族
曾祖張銳；祖父張彥；父張文朝，曾任壽官。母朱氏；繼母邢氏。具慶下。